# Distrito de Bardhaman
Bardhaman (en bengalí: বর্ধমান জেলা) es un distrito de la India en el estado de Bengala Occidental. Código ISO: IN.WB.BR.
Comprende una superficie de 1 100 km².
El centro administrativo es la ciudad de Bardhaman.

## Demografía
Según censo 2011 contaba con una población total de 7 723 663 habitantes, de los cuales 3 748 307 eran mujeres y 3 975 356 varones.

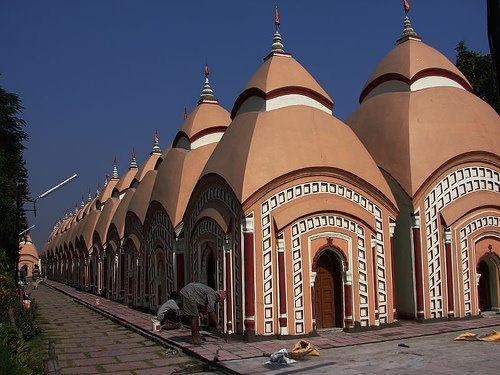
108 shiv temple
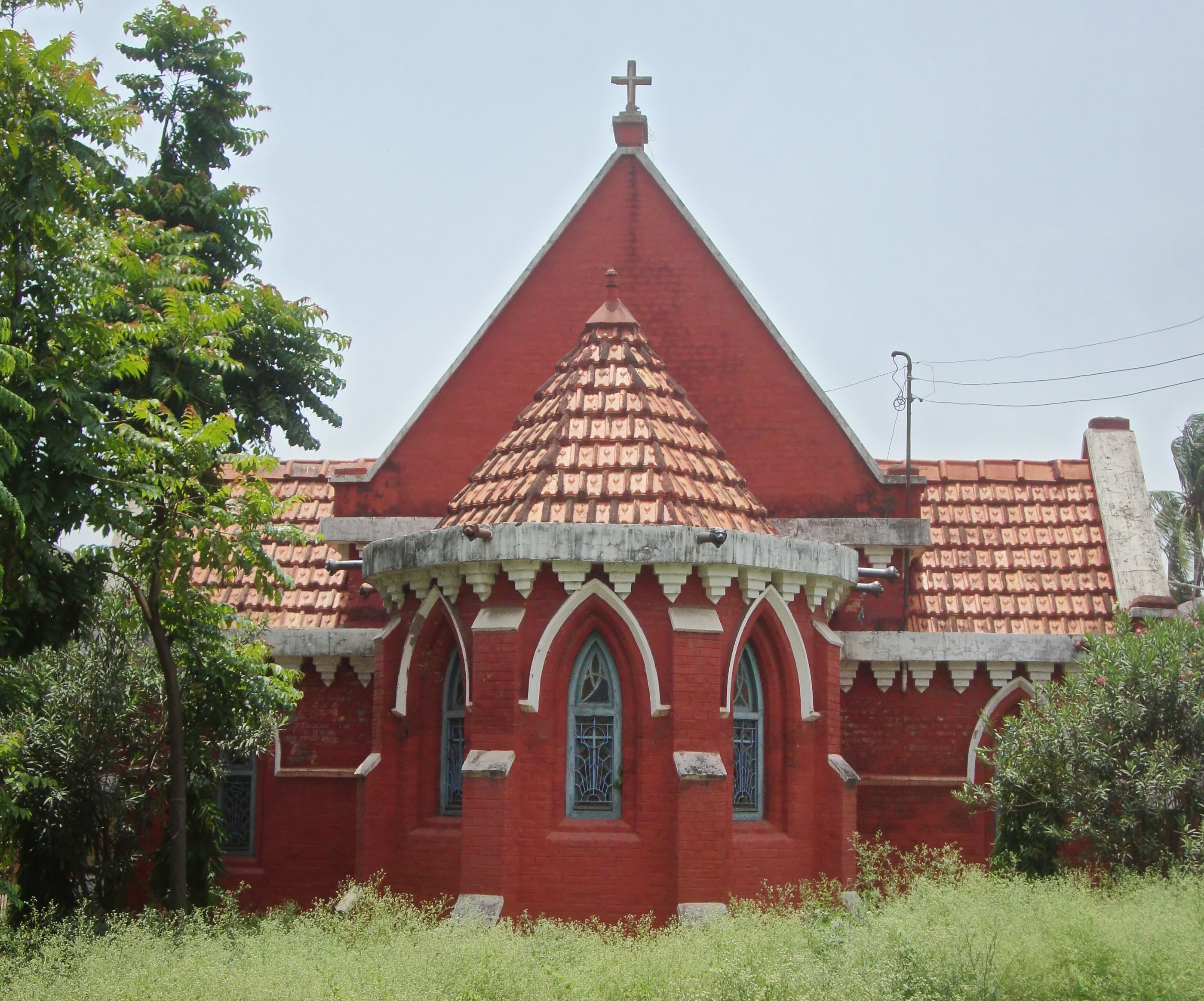
Bardhaman Church
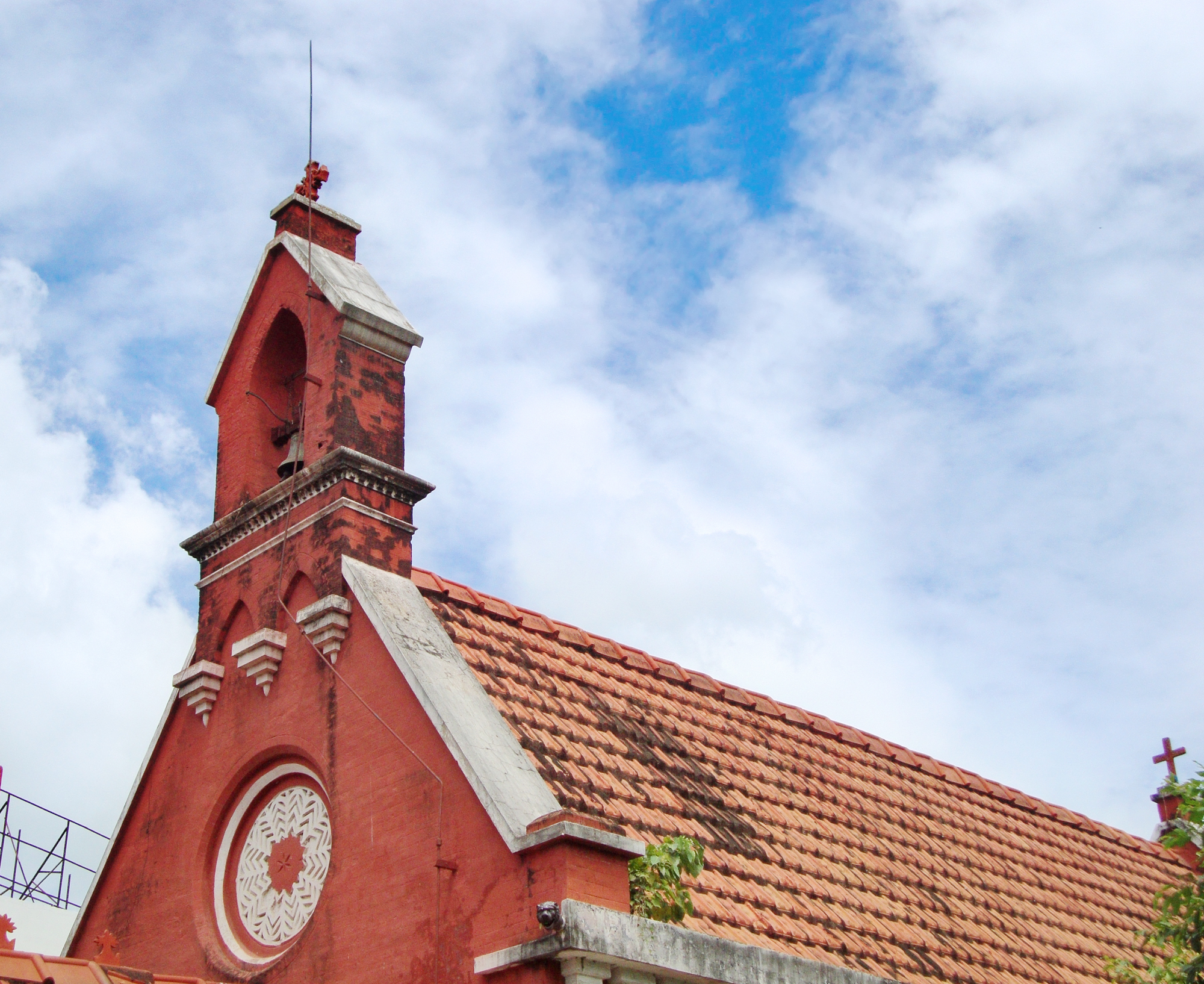
Bardhaman Church
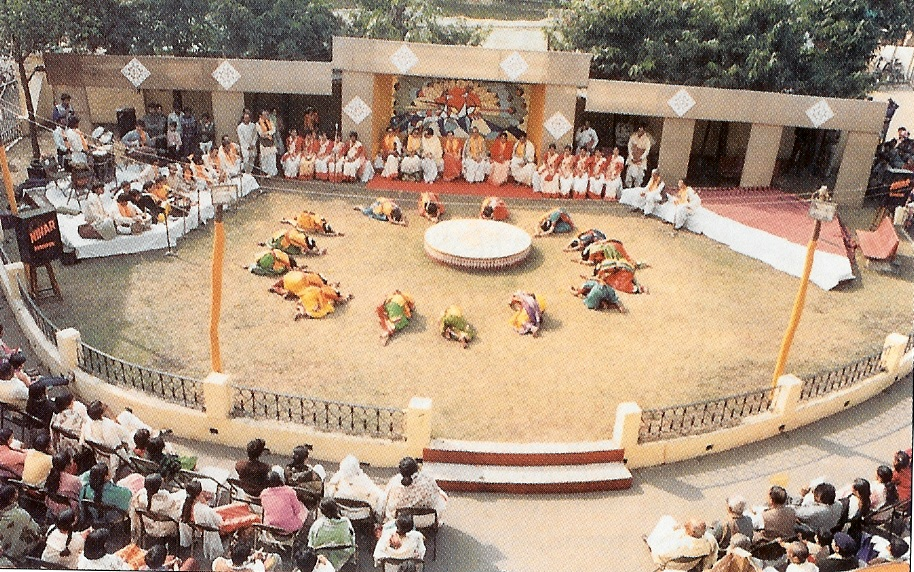
Bharati Bhaban
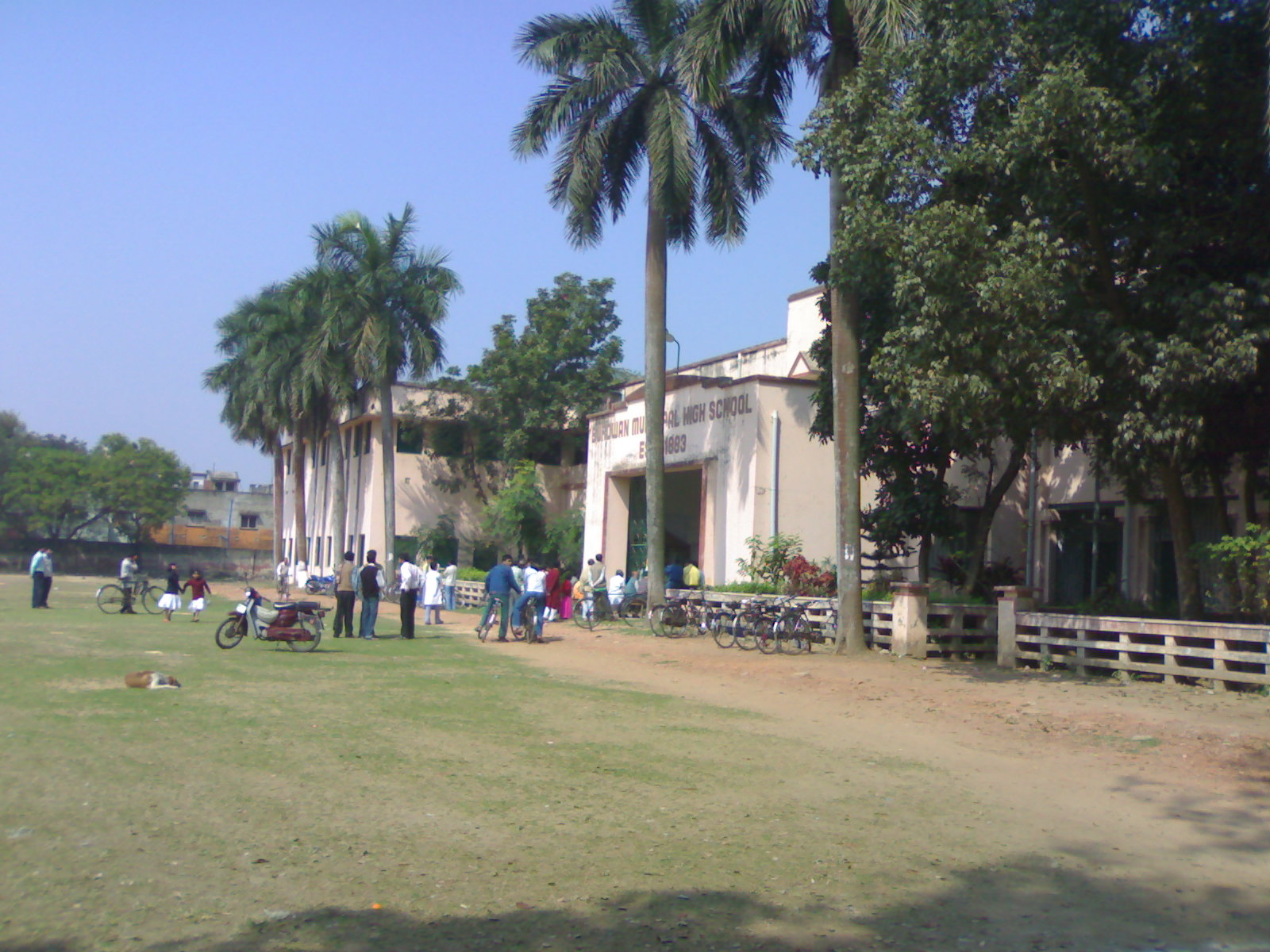
Burdwan Municipal High School
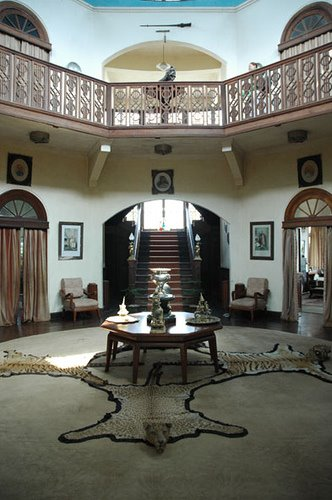
Burdwan Palace
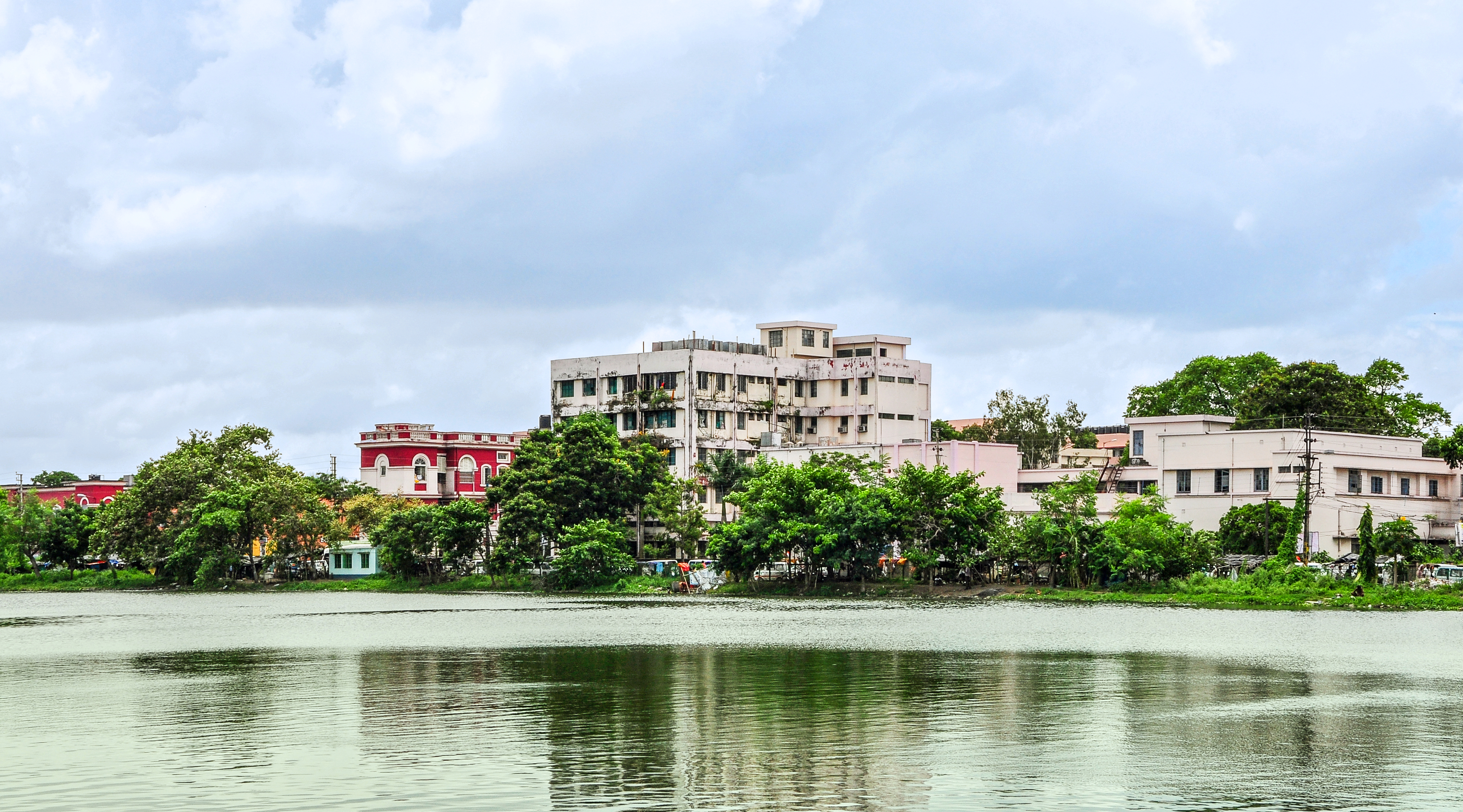
Burdwan Medical College Hospital
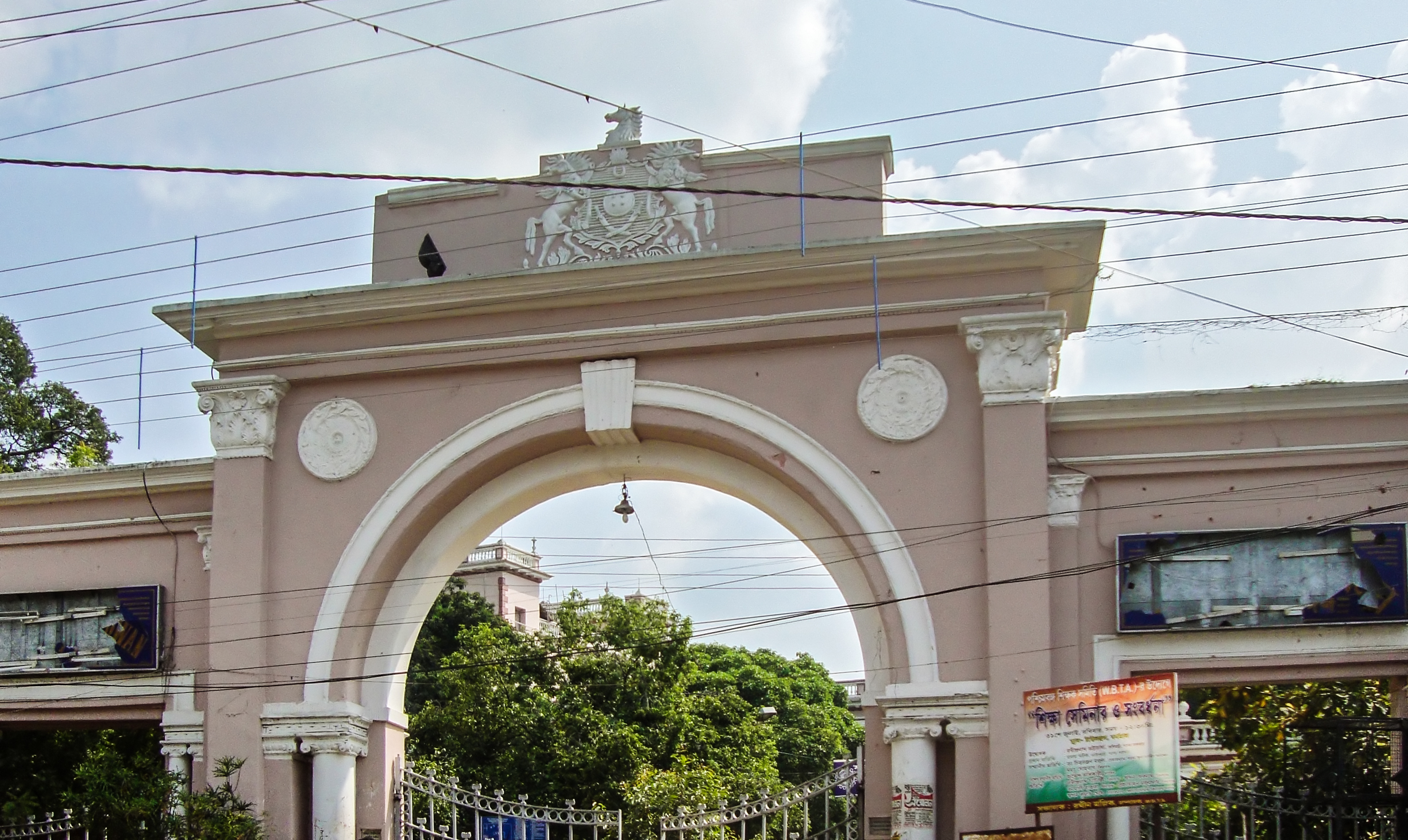
Burdwan University administrative complex gate, Rajbati
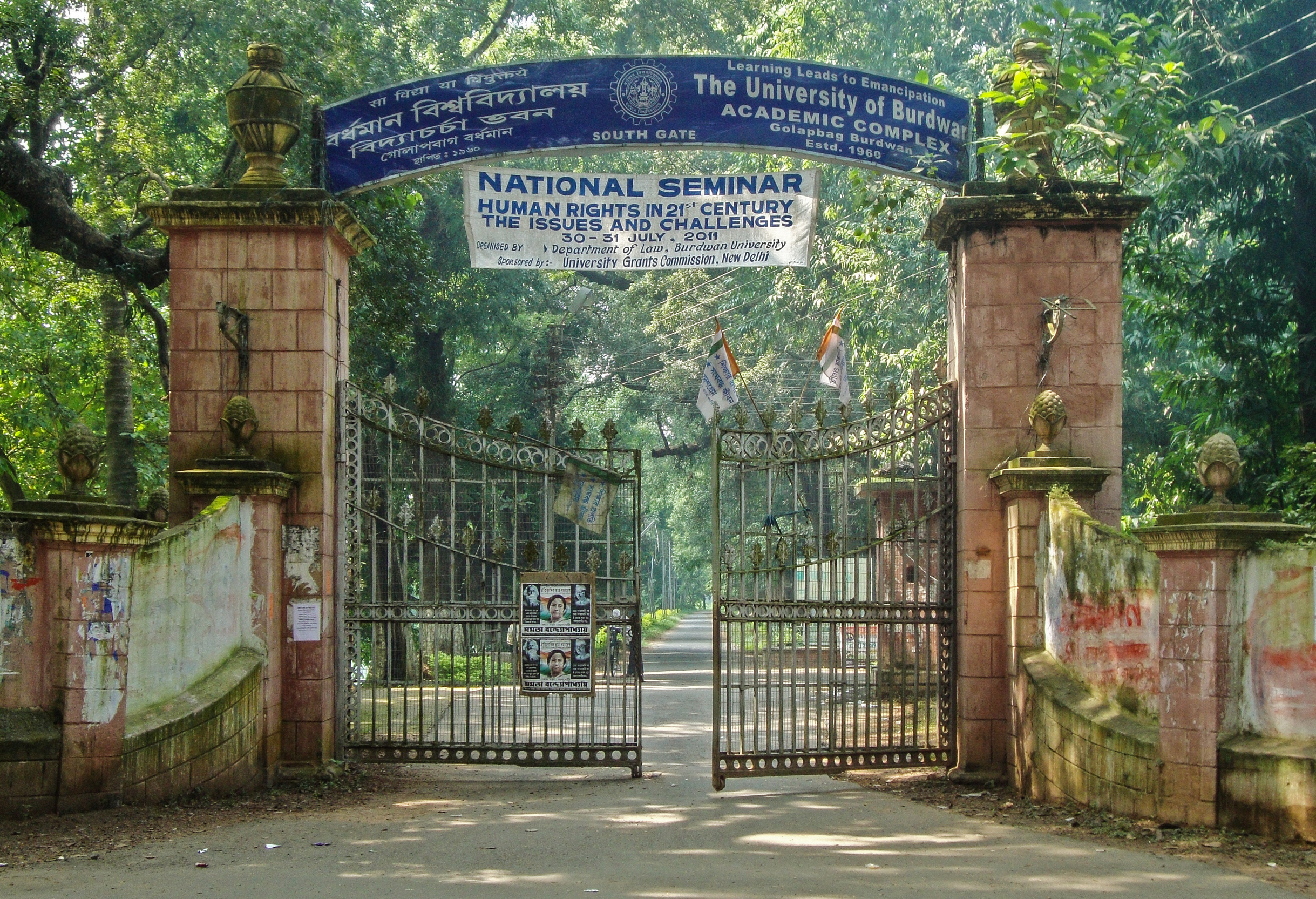
Burdwan University academic complex, South Gate
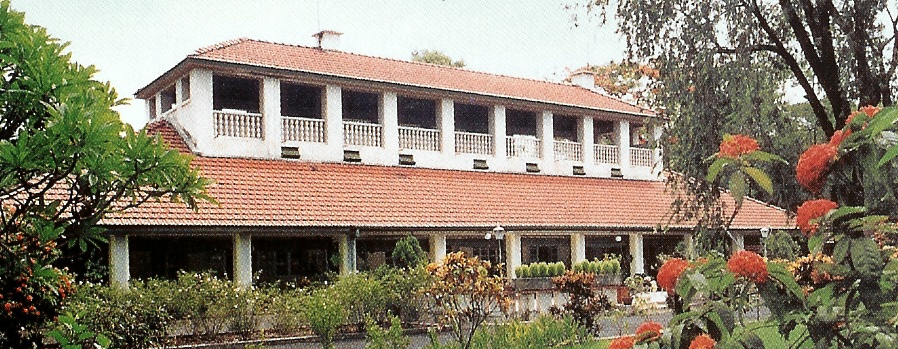
Burnpur bungalow
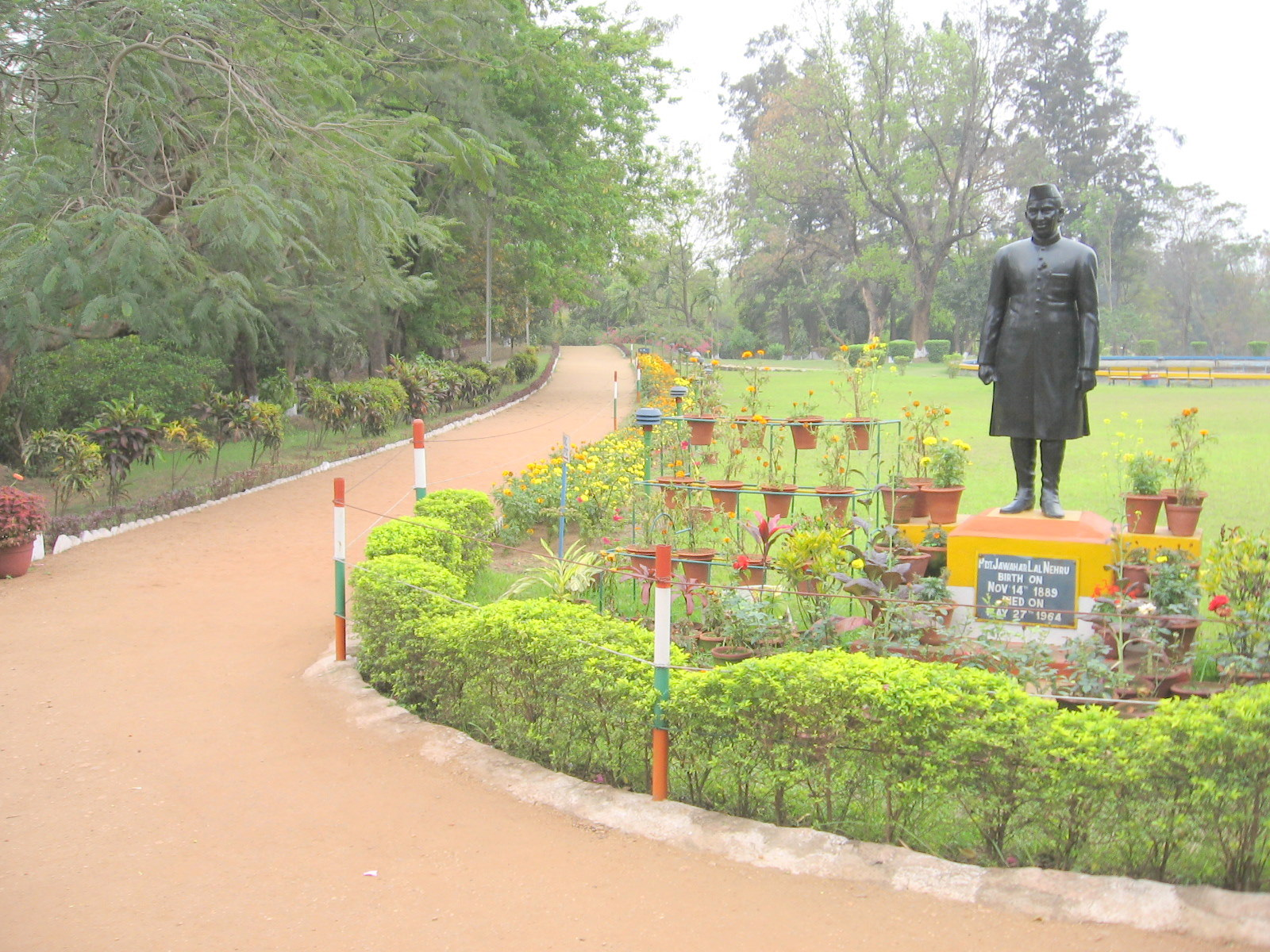
Burnpur Nehru Park
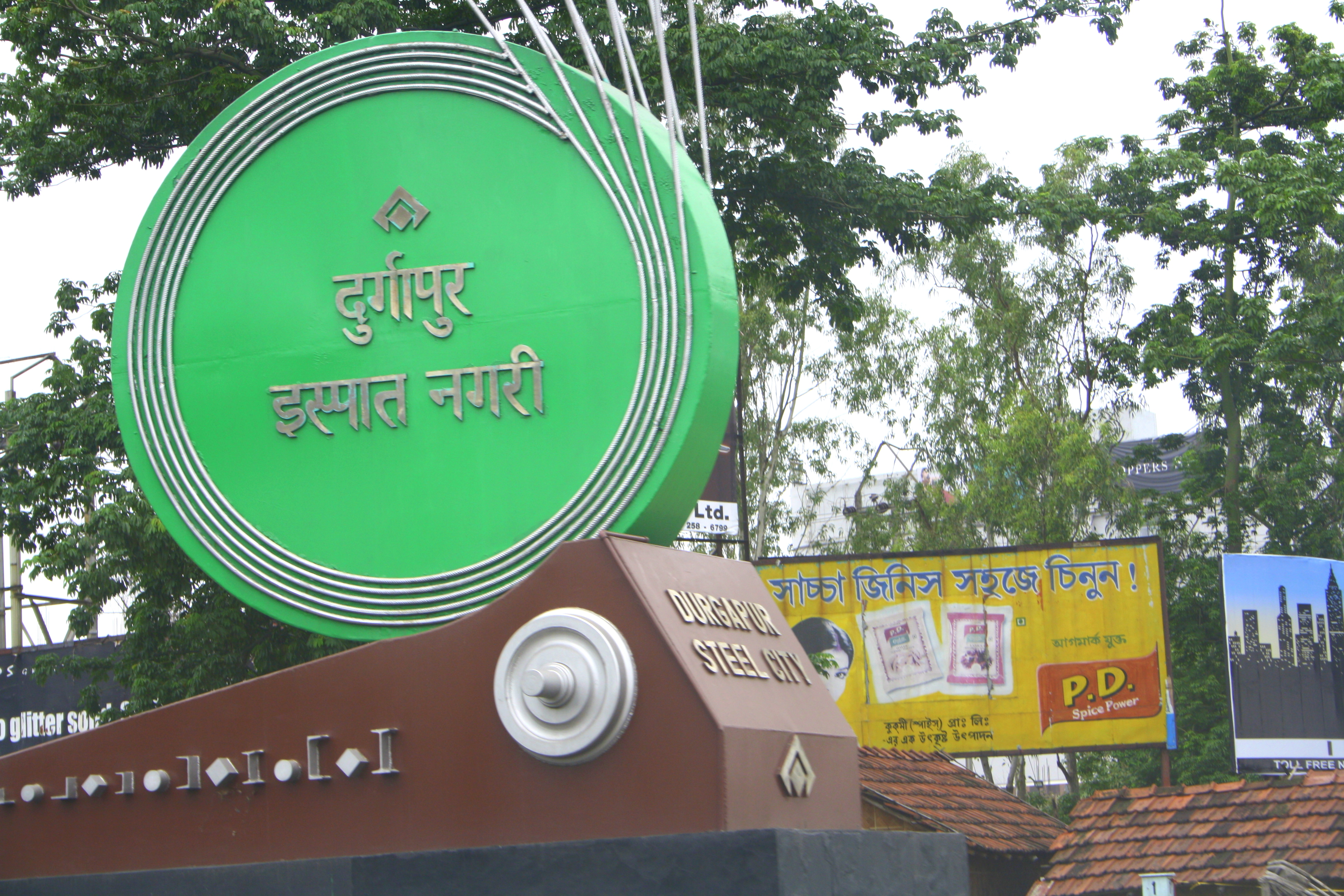
Durgapur
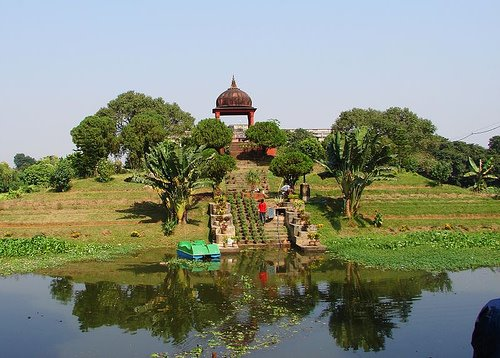
Golapbag
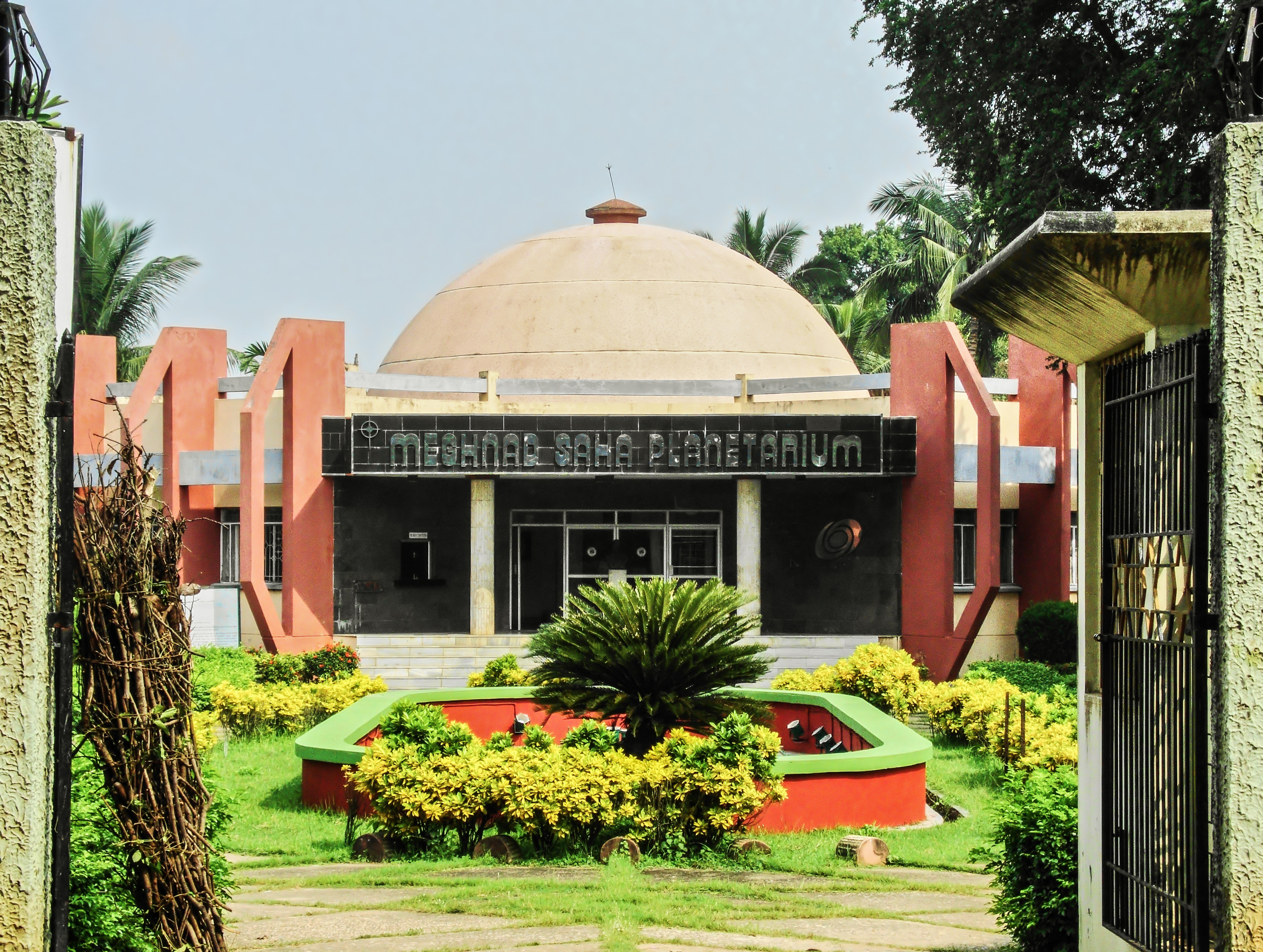
Burdwan Meghnad Saha Planetarium
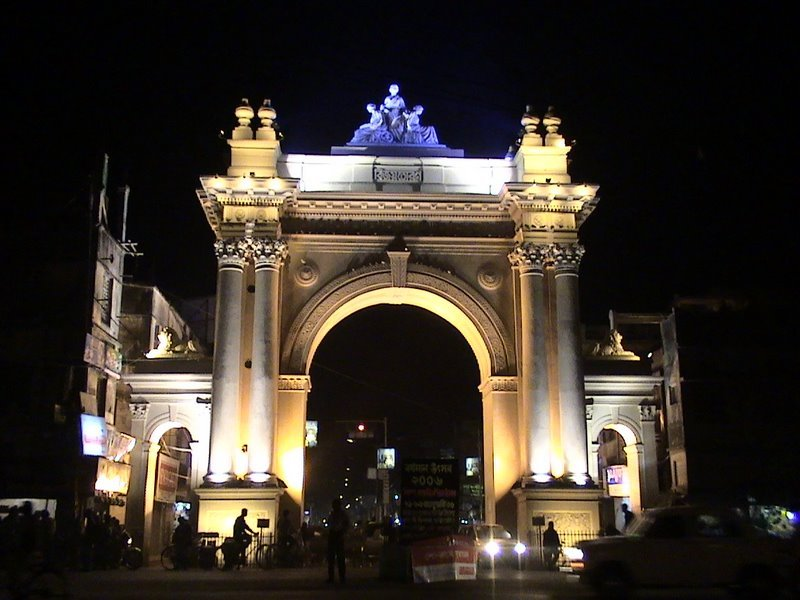
Curzon Gate
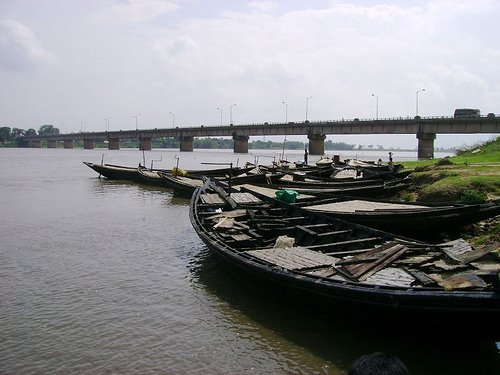
Damodar River
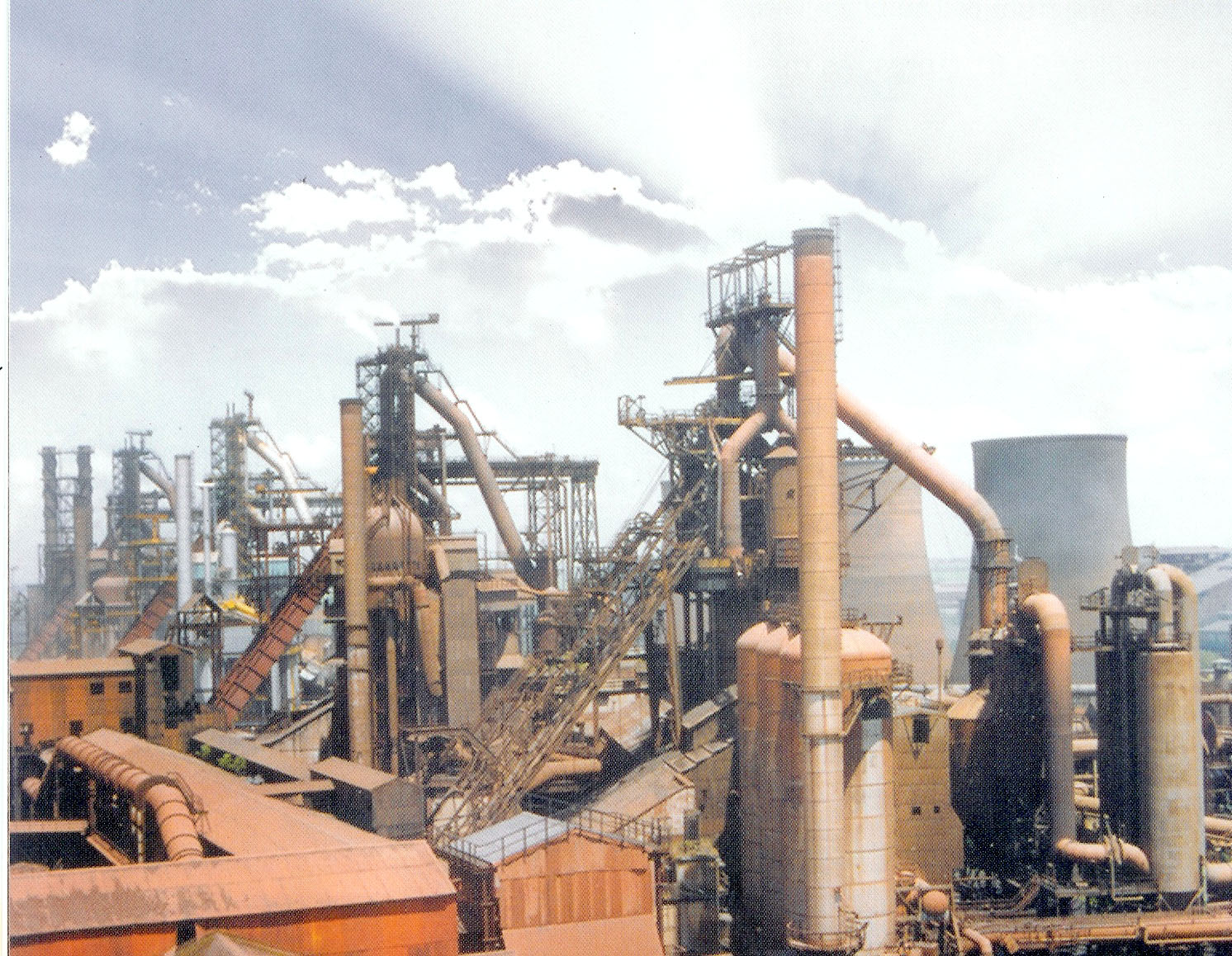
Durgapur Steel Plant
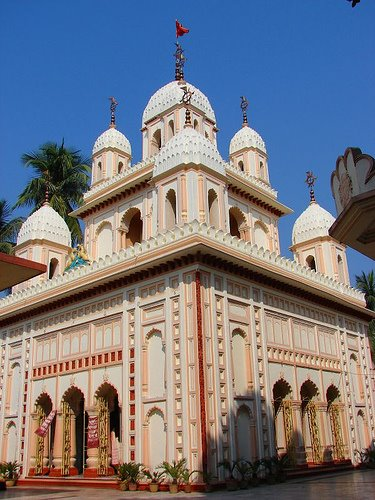
Sarbamangala Temple
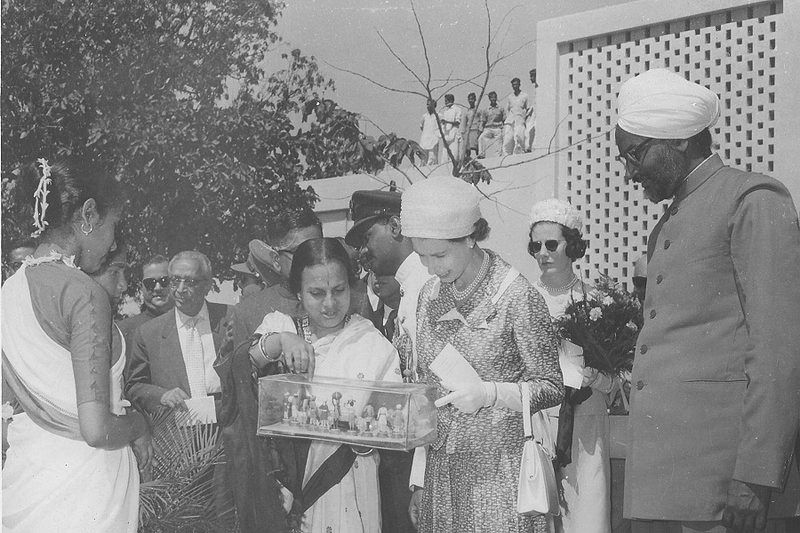
Queen Elizabeth at Durgapur